# Федоренко Микола Іванович
Микола Іванович Федоренко (нар. 31 липня 1955, Покров, Дніпропетровська область, УРСР) – радянський футболіст, який грав на позиціях нападника, а пізніше півзахисника,  український футбольний тренер.

## Кар'єра футболіста

### Клубна кар'єра
Вихованець футбольної школи Орджонікідзе та світловодського «Авангарда». У 1973 році розпочав футбольну кар'єру у донецькому «Шахтарі». У 1982 році перейшов у «Дніпро» (Дніпропетровськ). У 1985 році перейшов до друголігового нікопольського «Колоса». Пізніше виступав у кіровоградській «Зірці». У 1990 році завершив кар'єру гравця в запорізькому «Торпедо».

### Кар'єра у збірній СРСР
26 березня 1980 року дебютував у збірній СРСР в товариському матчі зі збірною Болгарії. Всього за збірну провів 2 матчі і забив 1 гол.

## Тренерська кар'єра
Ще будучи футболістом у 1987 році працював на посаді начальника команди «Колос» (Нікополь). Після завершення футбольної кар'єри у 1991 році допомагав тренувати «Дніпро» (Дніпропетровськ). Пізніше очолював клуби «Зірка» (Кіровоград), «Сіріус» (Жовті Води), «Водник» (Херсон) та «Агровест» (Олександрівка). Працював у тренерському штабі «Дніпра», тренував другу, а з липня 1999 до листопада 2001 головну команду. В кінці 2001 року був запрошений у донецький «Шахтар», тренуючи другу команду і дублерів допомагав тренувати головну команду. Восени 2008 року став головним тренером клубу «Титан» (Армянськ).

## Досягнення

### Клубні
- Чемпіон СРСР: 1983
- Віце-чемпіон СРСР: 1975, 1979
- Бронзовий призер чемпіонату СРСР : 1978, 1984, 1985
- Володар Кубка СРСР: 1980

### Особисті
- включений до список 33 найкращих футболістів сезону СРСР: 1979 (під номером 3)

### Відзнаки
- Майстер спорту СРСР: 1976
- Заслужений тренер України